# Hokej na travi na OI 1964.
Olimpijske igre 1964. su se održale u Japanu, u Tokiu.

## Natjecateljski sustav
U prvom dijelu natjecanja se igralo po jednokružnom ligaškom sustavu u dvjema skupinama po 8 momčadi. Pobjeda je nosila 2 boda, neriješeno bod, a poraz ništa. Prve dvije momčadi su išle dalje u poluzavršnicu, a parovi su se tvorili unakrižno. Pobjednici su igrali završnicu, a poraženi su igrali za brončano odličje. 3. i 4. momčadi iz skupina su išle u borbu za poredak od 5. do 8. mjesta. Parovi su se tvorili unakrižno. Pobjednici su igrali za 5.

## Mjesta odigravanja susreta
Susreti su se održali od 11. do 23. listopada 1964. na hokejaškom igralištu Komazawa 1 i 2.

## Momčadi sudionice
Sudjelovalo je petnaest predstavništava: Australija, jedinstvena momčad Njemačke, Pakistan, Indija, Španjolska, Belgija, Novi Zeland, Malezija, Rodezija, Kanada, Hong Kong, Kenija, Nizozemska, Uj. Kraljevstvo i domaćin Japan.
Izvorno je trebalo sudjelovati njih 16, a 16. je momčad trebala biti Indonezija, koja je otpala zbog organiziranja GANEFO igara 1963.

### Australija
Mervyn Crossman, Paul Dearing, Raymond Evans, Robin Hodder, John McBryde, Donald McWatters, Patrick Nilan, Eric Pearce, Julian Pearce, Desmond Piper, Donald Smart, Antony Waters, Graham Wood

### Belgija
Jean-Marie Buisset, Michel Berger, Jacques Vanderstappen, Daniel Moussiaux, Jacques Remy, Jean-Louis Le Clerc, Yves Bernaert, Guy Miserque, Claude Ravinet, André Muschs, Guy Verhoeven, Jean Roersch, Frans Lorette, Eric van Beuren, Michel Muschs, Freddy Rens

### Hong Kong
Slawee Kadir, Harnam Singh Grewal, Farid Khan, Frederic Samuel McCosh, João Bosco Quevedo Silva, Rui Ayres da Silva, John Jude Monteiro, Omar Kachung Dallah, Packey Benjamin Gardner, Lionel H. Guterres, Kuldip Singh, Caniel Francisco Castro, Kader Rahman, Joaquim José Collaco Jr., Hussain Zia, José Policarpo da Cunha, Sarinder Singh Dillon

### Indija
Singh Harbinder, Shankar Laxman, Lal Mohinder, Hari Pal-Kaushik, Bandu Patil, V.J. Peter, Ali Sayeed, Charanjit Singh, Darshan Singh, Dhara Singh, Gurbux Singh, Jagjit Singh, Joginder Singh, Udhum Singh, Prithipal Singh

### Kanada
Harry Neil Preston, Lee Madison Wright, Raymond Ian Johnston, Ronald Charles Aldridge, John Gilbert Young, Reginald P. S. Ruttle, Victor Henry V. Warren, Peter Channing Buckland, Oerara Christopher Ronan, Alan Mervyn Raphael, Richard James Chopping, Derrick John Anderson, Anthony Donald Boyd, Arend Peter vander Pyl

### Kenija
George Saudi, John Simonian, Anthony Vaz, Avtar Singh Sohal, Santokh Singh Matharu, Surjeet Singh Panaser, Silvester Fernandes, Hilary Fernandes, Edgar Fernandes, Egbert Fernandes, Reynold Anthony D'Souza, Aloysius Edward Mendonca, Leo Fernandes, Amar Singh Mangat, Krishan Aggarwal, Tejparkash Singh Brar

### Japan
Hiroši Miva, Cuneja Juzaki, Akio Takašima, Kacuhiro Juzaki, Tecuja Vakabajaši, Tošihiko Jamaoka, Kenđi Takizava, Šigeo Kaoku, Hiroši Tanaka, Mićio Okabe, Seiđi Kihara, Đunići Jamagući, Kunio Ivahaši

### Malezija
Ho Koh Chye, Anandarajah Kandiah, Shanmuganathan Manickam, Arulraj Michael, Doraisamy Munusamy, Lawrence van Huizen, Douglas Nonis, Paramalingam Chelliah, Tara Singh Sindhu, Koh Hock Seng, Yogeswaran Rajaratnam, Arumugam Sabapathy, Ranjit Gurdit singh, Alagaratnam Kumaratnam

### Nizozemska
Joost Boks, Charles Coster van Voorhout, John Elffers, Frans Fiolet, Jan Piet Fokker, Jan van Gooswilligen, Francis van 't Hooft, Arie de Keyzer, Leendert Krol, Jaap Leemhuis, Chris Mijnarends, Erik van Rossem, Nico Spits, Theo Terlingen, Jan Veentjer, Jaap Voigt, Theo van Vroonhoven, Frank Zweerts

### Novi Zeland
William Paul Schaefer, Alan Joseph Patterson, Timothy Joseph Carter, John Ross Gillespie, John Cullen, Ernest Barnes, Bruce Raymond Judge, John Anslow, Peter William Byers, Phillip George Bygrave, Trevor William Blake, Brian Robert Maunsell, Ian Kerr, Charles Grantley Judge

### Uj. sastav Njemačke
Rainer Stephan, Axel Thieme, Klaus Vetter, Horst Brennecke, Klaus Bahner, Horst Dahmlos, Lothar Lippert, Rolf Westphal, Karl-Heinz Freiberger, Dieter Ehrlich, Adolf Krause, Reiner Hanschke

### Pakistan
Muhammad Afzal, Anwar Ahmad, Munir Ahmad, Saeed Anwar, Zaka Din, Muhammad Asad, Manzoor Atif, Khursid Azam, Abdul Hamid, Zafar Hayat, Khalid Mahmood, Khizar Nawaz, Tariq Niazi, Motih Ullah

### Sjeverna Rodezija
Dereck Hayden Brain, Beverly F. J. Faulds, Kevin A. van Blomestein, John David McPhun, William Homan Turpin, Derrick John Beets, Ronald John Spence, Anthony Charles Unger, Lloyd Bowen Koch, Desmond Neame Tomlinson, Ian Reay Mackay, Robert Bassett Ullyett, Graham Charles Cumming, Robert Gordon Robertson, Roy Hilton Barbour

### Španjolska
Carlos Del Coso Iglesias, José Colomer Rivas, Julio Solaun Gazteizgogeascoa, Joaquin Dualde Santos de Lamadrid, José Antonio Dinares Massagué, Narciso Ventalló Surralles, Ignacio Macaya Santos de Lamadrid, Luis Maria Usoz Quintana, Francisco Amat Fontanals, Jaime Amat Fontanals, Jorge Vidal Mitjans, Pedro Amat Fontanals, Juan Angel Cazado de Castro, José María Echevarría y Arteche

### Uj. Kraljevstvo
Harold Cahill, Paul Fishwick, John Neill, David Wilman, Charles Jones, Francis Howard Davis, Alan Page, John Hindle, David Veit, Geoffrey Cutter, Michael Corby, John Land, Harold Judge, Roger Sutton, James Deegan, John Cadman, Chris Langhorne, Derek Miller

## Rezultati

### Prvi krug - po skupinama

#### Skupina "A"
| Nadnevak      | Vrijeme | Momčad          |       | Momčad          |
| ------------- | ------- | --------------- | ----- | --------------- |
| 11. listopada | 10:00   | Kenija          | 0 : 0 | Sj. Rodezija    |
| 11. listopada | 11:40   | Pakistan        | 1 : 0 | Japan           |
| 11. listopada | 14:15   | Uj. Kraljevstvo | 0 : 7 | Australija      |
| 12. listopada | 10:00   | Pakistan        | 5 : 2 | Kenija          |
| 12. listopada | 11:40   | Australija      | 3 : 0 | Sj. Rodezija    |
| 12. listopada | 11:40   | Uj. Kraljevstvo | 0 : 2 | Novi Zeland     |
| 13. listopada | 10:00   | Australija      | 3 : 1 | Japan           |
| 13. listopada | 10:00   | Uj. Kraljevstvo | 4 : 1 | Sj. Rodezija    |
| 13. listopada | 11:40   | Kenija          | 3 : 2 | Novi Zeland     |
| 15. listopada | 10:00   | Pakistan        | 1 : 0 | Uj. Kraljevstvo |
| 15. listopada | 11:40   | Kenija          | 1 : 0 | Australija      |
| 15. listopada | 11:40   | Japan           | 1 : 0 | Novi Zeland     |
| 16. listopada | 10:00   | Australija      | 2 : 1 | Novi Zeland     |
| 16. listopada | 10:00   | Kenija          | 0 : 2 | Japan           |
| 16. listopada | 11:40   | Pakistan        | 6 : 0 | Sj. Rodezija    |
| 18. listopada | 10:00   | Uj. Kraljevstvo | 0 : 1 | Kenija          |
| 18. listopada | 14:15   | Japan           | 2 : 1 | Sj. Rodezija    |
| 18. listopada | 14:15   | Pakistan        | 2 : 0 | Novi Zeland     |
| 19. listopada | 11:40   | Uj. Kraljevstvo | 1 : 0 | Japan           |
| 19. listopada | 11:40   | Pakistan        | 2 : 1 | Australija      |
| 19. listopada | 11:40   | Novi Zeland     | 1 : 2 | Sj. Rodezija    |

| Mj. | Država          | Ut | Pb | N | Pz | Pos | Pri | RP  | Bod |
| --- | --------------- | -- | -- | - | -- | --- | --- | --- | --- |
| 1.  | Pakistan        | 6  | 6  | 0 | 0  | 17  | 3   | 14  | 12  |
| 2.  | Australija      | 6  | 4  | 0 | 2  | 16  | 5   | 11  | 8   |
| 3.  | Kenija          | 6  | 3  | 1 | 2  | 7   | 9   | -2  | 7   |
| 4.  | Japan           | 6  | 3  | 0 | 3  | 6   | 6   | 0   | 6   |
| 5.  | Uj. Kraljevstvo | 6  | 2  | 0 | 4  | 5   | 12  | -7  | 4   |
| 6.  | Sj. Rodezija    | 6  | 1  | 1 | 4  | 4   | 16  | -12 | 3   |
| 7.  | Novi Zeland     | 6  | 1  | 0 | 5  | 6   | 10  | -4  | 2   |

#### Skupina "B"
| Nadnevak      | Vrijeme | Momčad              |       | Momčad              |
| ------------- | ------- | ------------------- | ----- | ------------------- |
| 11. listopada | 10:00   | Španjolska          | 1 : 1 | Nizozemska          |
| 11. listopada | 11:40   | Uj. sastav Njemačke | 5 : 1 | Kanada              |
| 11. listopada | 11:40   | Malezija            | 4 : 1 | Hong Kong           |
| 11. listopada | 14:15   | Indija              | 2 : 0 | Belgija             |
| 12. listopada | 10:00   | Indija              | 1 : 1 | Uj. sastav Njemačke |
| 12. listopada | 11:40   | Belgija             | 2 : 0 | Hong Kong           |
| 12. listopada | 14:15   | Španjolska          | 3 : 0 | Malezija            |
| 12. listopada | 14:15   | Nizozemska          | 5 : 0 | Kanada              |
| 14. listopada | 10:00   | Kanada              | 2 : 1 | Hong Kong           |
| 14. listopada | 10:00   | Uj. sastav Njemačke | 1 : 0 | Nizozemska          |
| 14. listopada | 11:40   | Indija              | 1 : 1 | Španjolska          |
| 14. listopada | 11:40   | Belgija             | 3 : 3 | Malezija            |
| 15. listopada | 10:00   | Španjolska          | 3 : 0 | Kanada              |
| 15. listopada | 10:00   | Nizozemska          | 4 : 0 | Belgija             |
| 15. listopada | 13:15   | Uj. sastav Njemačke | 0 : 0 | Malezija            |
| 15. listopada | 14:15   | Indija              | 6 : 0 | Hong Kong           |
| 17. listopada | 10:00   | Belgija             | 5 : 1 | Kanada              |
| 17. listopada | 10:00   | Indija              | 3 : 1 | Malezija            |
| 17. listopada | 11:40   | Španjolska          | 1 : 1 | Uj. sastav Njemačke |
| 17. listopada | 11:40   | Nizozemska          | 7 : 0 | Hong Kong           |
| 18. listopada | 10:00   | Nizozemska          | 2 : 0 | Malezija            |
| 18. listopada | 11:40   | Indija              | 3 : 0 | Kanada              |
| 18. listopada | 11:40   | Uj. sastav Njemačke | 0 : 0 | Belgija             |
| 18. listopada | 11:40   | Španjolska          | 4 : 0 | Hong Kong           |
| 19. listopada | 10:00   | Uj. sastav Njemačke | 1 : 1 | Hong Kong           |
| 19. listopada | 10:00   | Malezija            | 3 : 1 | Kanada              |
| 19. listopada | 10:00   | Španjolska          | 3 : 0 | Belgija             |
| 19. listopada | 14:15   | Indija              | 2 : 1 | Nizozemska          |

| Mj. | Država              | Ut | Pb | N | Pz | Pos | Pri | RP  | Bod |
| --- | ------------------- | -- | -- | - | -- | --- | --- | --- | --- |
| 1.  | Indija              | 7  | 5  | 2 | 0  | 18  | 4   | 14  | 12  |
| 2.  | Španjolska          | 7  | 4  | 3 | 0  | 16  | 3   | 13  | 11  |
| 3.  | Uj. sastav Njemačke | 7  | 2  | 5 | 0  | 9   | 4   | 5   | 9   |
| 4.  | Nizozemska          | 7  | 4  | 1 | 2  | 20  | 4   | 16  | 9   |
| 5.  | Malezija            | 7  | 2  | 2 | 3  | 11  | 13  | -2  | 6   |
| 6.  | Belgija             | 7  | 2  | 2 | 3  | 10  | 13  | -3  | 6   |
| 7.  | Kanada              | 7  | 1  | 0 | 6  | 5   | 25  | -20 | 2   |
| 8.  | Hong Kong           | 7  | 0  | 1 | 6  | 3   | 26  | -23 | 1   |

### Za poredak

#### Za 5. do 8. mjesto
| Nadnevak      | Vrijeme | Momčad              |       | Momčad     |
| ------------- | ------- | ------------------- | ----- | ---------- |
| 21. listopada | 10:00   | Kenija              | 3 : 1 | Nizozemska |
| 21. listopada | 12:00   | Uj. sastav Njemačke | 5 : 1 | Japan      |

- za 5. mjesto

| Nadnevak      | Vrijeme | Momčad |       | Momčad              |
| ------------- | ------- | ------ | ----- | ------------------- |
| 22. listopada | 13:55   | Kenija | 0 : 3 | Uj. sastav Njemačke |

#### Poluzavršnica
| Nadnevak      | Vrijeme | Momčad   |       | Momčad     |
| ------------- | ------- | -------- | ----- | ---------- |
| 21. listopada | 12:15   | Pakistan | 3 : 0 | Španjolska |
| 21. listopada | 13:55   | Indija   | 3 : 1 | Australija |

- za brončano odličje

| Nadnevak      | Vrijeme | Momčad     |       | Momčad     |
| ------------- | ------- | ---------- | ----- | ---------- |
| 23. listopada | 12:15   | Australija | 3 : 2 | Španjolska |

- završnica

| Nadnevak      | Vrijeme | Momčad   |       | Momčad |
| ------------- | ------- | -------- | ----- | ------ |
| 23. listopada | 13:55   | Pakistan | 0 : 1 | Indija |

Pobijedila je momčad Indije.

## Završni poredak
| Momčadi |                            |
| Zlato   | Indija                     |
| Srebro  | Pakistan                   |
| Bronca  | Australija                 |
| 4.      | Španjolska                 |
| 5.      | Ujedinjena momčad Njemačke |
| 6.      | Kenija                     |
| 7.      | Japan                      |
| 7.      | Nizozemska                 |
| 9.      | Ujedinjeno Kraljevstvo     |
| 9.      | Malezija                   |
| 11.     | Belgija                    |
| 11.     | Rodezija                   |
| 13.     | Kanada                     |
| 13.     | Novi Zeland                |
| 15.     | Hong Kong                  |

| Olimpijski prvaci 1964. |
| ----------------------- |
| Indija Sedmi naslov     |